# Liste des maires d'Oran
Cet article dresse la liste des maires d'Oran depuis 1830.

## Commissaires du Roi
- M. Pujol, 1832
- Pierre François Xavier Boyer, 1832
- Pascal de Lesseps, général, 1834
- Marius Jonquier, février 1848

## Maires
- Jean-Félix Renaud-Lebon, 1849
- David, 8 septembre 1850
- André Freixe, 1852
- Dr Cauquil, 1855
- Armand Marion, 1861
- Maurice Carité, 1862
- Joseph Decugis, 25 décembre 1866
- Choupot, 1867
- Théodore Garbé, 5 août 1867
- Renault, 8 avril 1868
- Joseph Andrieu, 16 octobre 1870
- Marie Prosper Eugène Gradwohl, 20 novembre 1871[1]
- Achille Bariat, 30 mars 1872
- Alexandre Cauquil, médecin, 6 février 1877
- Floréal Mathieu, 1878
- Louis Rey, fin 1882 - début 1883
- Pierre Ayme, 1884
- Floréal Mathieu, 1886
- Floréal Mathieu, 1892
- Laurent Fouques, 1896
- Pierre Couture, 1901
- Arthur Gobert, 1902
- Hippolyte Giraud, 1905-07
- Eugène Colombani, 1907
- Colombani, 1912
- Jules Gasser, 1912
- Antoine Béranger, 13 mai - 16 juin 1921
- Dr Jules Molle, 1921-31
- Paul Ménudier, 1931-34
- abbé Gabriel Lambert, 1934-1941
- Gaëtan Lévêque, 1941-42
- Jules Gasser, 1943-45
- Casimir, 1945-1947
- Nicolas Zannettacci, 1947-48
- Jules Abadie, mars et avril 1948
- Henri Fouques-Duparc, 1948-1955, 1956-1962
- Louis Castelli, intérim de 7 mois, 1955-1956

## Président de la Délégation spéciale à la Ville d'Oran
- Abdessamad Benabdellah, 1962-1963, avocat
- Belabbas Boudraâ, 1963-1965, professeur de médecine, l'un des pères fondateurs de la chirurgie en Algérie
- Hadj Taieb Brahim Mokhtar Al Mahaji, 1965
- Seghier Ben Ali, 20 juillet 1965-1967

## Président de l'Assemblée populaire communale(jusqu’en 1992)
- Seghier Ben Ali, 1967-1975
- Abdelkader Briki, 1975-1979
- Seghier Djillali, 1979-1980
- Benamar Lahouari, 1980-1983
- Tayeb Benkoula, 1983-1984
- Arif Kaddour, 1984-1988
- Abdelkader Tounsi, 1988-1990
- Boualem Bouslah (FIS), mercredi 20 juin 1990-1992[2]

## Président de la Délégation exécutive communale
- Henni Merouane (FLN), 1992-1995, avocat à la cour suprême
- Habib Benguenane, 1995-1997

## Président de l'Assemblée populaire communale (depuis 1997)
- Tayeb Zitouni (RND), 1997-2002
- Noureddine Djellouli (FLN), 2002-2003
- Noureddine Boukhatem (FLN), 2004-2007
- Saddek Benkada (FLN), 2007-2010
- Zinedine Hassam (FLN), 2010-2012
- Noureddine Boukhatem (FLN), 2012-2021
- Amine Allouche (MSP), depuis 2021